# رباط رأس الفخذ
رباط رأس الفخذ أو (رباط رأس عظم الفخذ أو الرباط الدائري لعظم الفخذ، أو الرباط الفخذي، أو الرباط النقري) في علم التشريح البشري هو رباط يقع في الورك. إنه مثلثي الشكل ومسطّح إلى حد ما. يتم زرع الرباط من خلال قمته في الجزء الأمامي العلوي من نقرة الرأس الفخذي ويتم ربط قاعدته بشريطين، أحدهما على جانبي الشق الحقي، وبين هذه المرفقات العظمية يندمج مع الرباط المستعرض.